# Nicolás de la Cruz
Diego Nicolás de la Cruz Arcosa (* 1. června 1997) je uruguayský profesionální fotbalista, který hraje na pozici ofenzivního záložníka za brazilský klub CR Flamengo a uruguayský národní tým.

## Klubová kariéra
Dne 15. srpna 2017 se de la Cruz připojil k argentinskému klubu River Plate, kde podepsal čtyřletou smlouvu.
Dne 24. prosince 2023 bylo oznámeno, že de la Cruz se na začátku roku 2024 připojí ke klubu Flamengo a podepíše čtyřletou smlouvu.

## Reprezentační kariéra
De la Cruz začal svou mezinárodní kariéru za Uruguay v týmu do 17 let. Byl kapitánem uruguayského týmu do 20 let, který vyhrál Mistrovství Jižní Ameriky ve fotbale hráčů do 20 let 2017 a ve stejném roce se s týmem dostal do semifinále Mistrovství světa ve fotbale hráčů do 20 let 2017.
Dne 18. září 2020 byl de la Cruz zařazen do 26členného přípravného týmu Uruguaye pro kvalifikační zápasy na Mistrovství světa ve fotbale 2022 proti Chile a Ekvádoru. Později byl zařazen do finálového týmu a v seniorské reprezentaci debutoval 8. října 2020 při výhře 2:1 nad Chile. Do zápasu nastoupil v základní sestavě a odehrál 55 minut, než ho nahradil Nahitan Nández.

## Osobní život
De la Cruz je nevlastním bratrem bývalého uruguayského fotbalového reprezentanta Carlose Sáncheze. Jejich synovec Facundo Trinidad je také profesionálním fotbalistou. Všichni tři jsou absolventy mládežnické akademie Liverpoolu Montevideo.
V roce 2022 získal argentinské občanství.

## Statistiky

### Klubové
Platí k zápasu hranému 22. června 2023.
| Klub                 | Sezóna            | Liga                         | Liga   | Liga | Národní pohár | Národní pohár | Ligový pohár | Ligový pohár | Kontinentální | Kontinentální | Ostatní | Ostatní | Celkově | Celkově |
| Klub                 | Sezóna            | Soutěž                       | Zápasy | Góly | Zápasy        | Góly          | Zápasy       | Góly         | Zápasy        | Góly          | Zápasy  | Góly    | Zápasy  | Góly    |
| -------------------- | ----------------- | ---------------------------- | ------ | ---- | ------------- | ------------- | ------------ | ------------ | ------------- | ------------- | ------- | ------- | ------- | ------- |
| Liverpool Montevideo | 2015/16           | Uruguayská Primera División  | 17     | 1    | 0             | 0             | 0            | 0            | 0             | 0             | 0       | 0       | 17      | 1       |
| Liverpool Montevideo | 2016              | Uruguayská Primera División  | 11     | 4    | 0             | 0             | 0            | 0            | 0             | 0             | 0       | 0       | 11      | 9       |
| Liverpool Montevideo | 2017              | Uruguayská Primera División  | 7      | 3    | 0             | 0             | 0            | 0            | 1             | 0             | 0       | 0       | 8       | 5       |
| Liverpool Montevideo | Celkově           | Celkově                      | 35     | 8    | 0             | 0             | 0            | 0            | 1             | 0             | 0       | 0       | 36      | 8       |
| River Plate          | 2017/18           | Argentinská Primera División | 14     | 0    | 4             | 0             | 0            | 0            | 2             | 0             | 0       | 0       | 20      | 0       |
| River Plate          | 2018/19           | Argentinská Primera División | 17     | 1    | 3             | 0             | 4            | 3            | 2             | 0             | 4       | 0       | 30      | 4       |
| River Plate          | 2019/20           | Argentinská Primera División | 17     | 4    | 5             | 0             | 0            | 0            | 12            | 3             | 1       | 1       | 35      | 8       |
| River Plate          | 2020/21           | Argentinská Primera División | 7      | 3    | 1             | 0             | 0            | 0            | 11            | 3             | 0       | 0       | 19      | 6       |
| River Plate          | 2021              | Argentinská Primera División | 22     | 5    | 1             | 0             | 0            | 0            | 7             | 0             | 0       | 0       | 30      | 5       |
| River Plate          | 2022              | Argentinská Primera División | 32     | 4    | 3             | 0             | 0            | 0            | 7             | 2             | 0       | 0       | 42      | 6       |
| River Plate          | 2023              | Argentinská Primera División | 17     | 1    | 1             | 0             | 0            | 0            | 4             | 1             | 0       | 0       | 22      | 3       |
| River Plate          | Celkově           | Celkově                      | 126    | 18   | 18            | 0             | 4            | 3            | 46            | 9             | 5       | 1       | 198     | 31      |
| Celkově v kariéře    | Celkově v kariéře | Celkově v kariéře            | 161    | 26   | 18            | 0             | 4            | 3            | 47            | 9             | 5       | 1       | 234     | 39      |

### Reprezentační
Platí k zápasu hranému 21. listopadu 2024.
| Národní tým | Rok     | Zápasy | Góly |
| ----------- | ------- | ------ | ---- |
| Uruguay     | 2020    | 4      | 0    |
| Uruguay     | 2021    | 8      | 0    |
| Uruguay     | 2022    | 7      | 2    |
| Uruguay     | 2023    | 6      | 3    |
| Celkově     | Celkově | 25     | 5    |

#### Reprezentační góly
Skóre a výsledky Uruguaye jsou vždy zapsány jak první. Góly Nicoláse de la Cruze jsou zvýrazněny.
| Góly | Datum           | Místo                                   | Soupeř   | Skóre | Výsledek | Soutěž                                           |
| ---- | --------------- | --------------------------------------- | -------- | ----- | -------- | ------------------------------------------------ |
| 1.   | 11. června 2022 | Estadio Centenario, Montevideo, Uruguay | Panama   | 3:0   | 5:0      | Přátelský zápas                                  |
| 2.   | 27. září 2022   | Tehelné pole, Bratislava, Slovensko     | Kanada   | 1:0   | 2:0      | Přátelský zápas                                  |
| 3.   | 8. září 2023    | Estadio Centenario, Montevideo, Uruguay | Chile    | 1:0   | 3:1      | Kvalifikace na Mistrovství světa ve fotbale 2026 |
| 4.   | 8. září 2023    | Estadio Centenario, Montevideo, Uruguay | Chile    | 3:1   | 3:1      | Kvalifikace na Mistrovství světa ve fotbale 2026 |
| 5.   | 17. října 2023  | Estadio Centenario, Montevideo, Uruguay | Brazílie | 2:0   | 2:0      | Kvalifikace na Mistrovství světa ve fotbale 2026 |

## Úspěchy
Liverpool
- Segunda División: 2014/15

River Plate
- Copa Argentina: 2017, 2019
- Supercopa Argentina: 2017, 2019
- Pohár osvoboditelů: 2018
- Recopa Sudamericana: 2019
- Primera División: 2021, 2023
- Trofeo de Campeones: 2021, 2023

Uruguay
- Mistrovství Jižní Ameriky ve fotbale hráčů do 20 let: 2017